# Jessé Freire
Jessé Pinto Freire (Macaíba, 19 de novembro de 1918 – Rio de Janeiro, 13 de outubro de 1980) foi um advogado, empresário e político brasileiro que representou o Rio Grande do Norte no Congresso Nacional.

## Biografia
Filho de Nelson Geraldo Freire e Maria Augusta Botelho Freire. Bacharel em Direito pela Universidade Federal de Alagoas e com passagem pelo Centro de Formação dos Oficiais da Reserva, presidiu o comitê brasileiro da Câmara de Comércio Internacional e da seção nacional do Conselho Interamericano de Comércio e Produção. No Rio Grande do Norte presidiu o Banco Auxiliar do Comércio e foi Secretário de Fazenda no governo Sílvio Pedrosa.

## Vida política
Eleito vereador em Natal em 1950, deputado estadual em 1954 e deputado federal em 1958, 1962 e 1966, esteve junto de Aluizio Alves no PSD e o seguiu rumo à ARENA, até que este último foi cassado em 1969. Mesmo diante de tal revés a amizade entre ambos superou o bipartidarismo imposto pelo Regime Militar de 1964: eleito senador em 1970, mesmo ano em que os Alves ingressaram no MDB, Freire recebeu-lhes o apoio em 1978 quando foi reeleito, embora os oposicionistas tivessem Radir de Araújo como candidato e este recebeu o apoio dos arenistas liderados por Dinarte Mariz. Ministro do Tribunal Superior do Trabalho, presidente da Confederação Nacional do Comércio (1964-1980) e também dos conselhos nacionais do Serviço Social do Comércio e Serviço Nacional de Aprendizagem Comercial. Faleceu vítima de problemas cardíacos. Pai de Jessé Freire Filho (já falecido, eleito deputado federal em 1982 e 1986) e Fernando Freire (governador potiguar entre 2002 e 2003).